# Hasekura Tsunenaga
Hasekura Rokuemon Tsunenaga (1571–1622) (Japans:支倉六右衛門常長, in Europese bronnen uit zijn tijd ook wel gespeld als Faxecura Rocuyemon), was een Japanse samoerai en dienaar van Date Masamune, de daimio van Sendai. Hij leidde diplomatieke missies naar Nieuw-Spanje en naar Europa tussen 1613 en 1620. Hij deed Sevilla aan, werd in Madrid gedoopt door de koninklijke kapelaan en kreeg in Rome een audiëntie bij paus Paulus V. Daarna keerde hij terug naar Japan. Hij was de eerste Japanner die ooit de Nieuwe Wereld bezocht, en eveneens de eerste van wie is gedocumenteerd dat hij contact tot stand heeft gebracht tussen Frankrijk en Japan. Hoewel Hasekura een voorstel bracht om een handelsverbinding Japan-Sevilla op te zetten en een belofte dat het land zich zou bekeren tot het christelijke geloof, kwam daar niets van in huis. Terwijl hij in Europa was, ondernam shogun Tokugawa Ieyasu christenvervolgingen.
De schrijver Shusaku Endo gebruikte de lotgevallen van Hasekura als stof voor zijn beroemde boek De samoerai (1980).

## Voetnoten
1. ↑  David Abulafia, The Boundless Sea. A Human History of the Oceans, 2019, p. 632

- Biblioteca Nacional de España: XX5404514
- Gemeinsame Normdatei: 1025200446
- International Standard Name Identifier: 0000 0000 7902 7847
- Library of Congress Control Number: n82080367
- Bibliotheek van het Japanse parlement: 00623733
- Nationale Bibliotheek van Israël: 987007311070205171
- Nationale Bibliotheek van Polen: a0000003421391
- Nederlandse Thesaurus van Auteursnamen: 338675515
- Système universitaire de documentation: 11798969X
- Virtual International Authority File: 18567402
- WorldCat: E39PBJtmtBMw94QtmRqWYHcF8C